# Långtjärnen (Los socken, Hälsingland, 683333-145178)
Långtjärnen är en sjö i Ljusdals kommun i Hälsingland och ingår i Dalälvens huvudavrinningsområde.